# Championnats de France de natation 2011
Navigation
Saint-Raphaël 2010 Dunkerque 2012
Les Championnats de France de natation en grand bassin 2011 se déroulent du 23 au 27 mars 2011 au centre Nautique de Schiltigheim, dans l'agglomération strasbourgeoise (Bas-Rhin).

## Les minima qualificatifs
Ces championnats sont qualificatifs pour les championnats du monde de Shanghai.
Pour les épreuves individuelles, trois critères de qualifications seront utilisés :
- dans les épreuves où un nageur a été médaillé individuel à Budapest, dans les épreuves où deux nageurs sont classés dans les dix meilleurs mondiaux en 2010 ou si un nageur est classé dans les cinq meilleurs :
  - le champion de France sera proposé à la sélection à la condition d'avoir réalisé en finale la performance A ci-dessous,
  - le deuxième de la finale sera proposé à la sélection à la condition d'avoir réalisé (en finale) la performance B de la grille de qualification ci-dessous.
- dans toutes les autres épreuves, les deux premiers de la finale seront proposés à la sélection s'ils réalisent en séries la performance C et en finale la performance B ci-dessous.
- pour les épreuves des 800 m et 1500 m nage libre (disputées au temps), le champion de France sera proposé à la sélection s'il réalise la performance A. Le deuxième de l’épreuve sera proposé à la sélection s'il réalise la performance B.

| Style de nage | Distance | Hommes         | Hommes         | Hommes        | Femmes        | Femmes         | Femmes        |
| Style de nage | Distance | A              | B              | C             | A             | B              | C             |
| ------------- | -------- | -------------- | -------------- | ------------- | ------------- | -------------- | ------------- |
| Nage libre    | 50 m     | 22 s 35        | 22 s 04        |               |               | 24 s 96        | 25 s 47       |
| Nage libre    | 100 m    | 49 s 23        | 48 s 80        |               |               | 54 s 44        | 54 s 99       |
| Nage libre    | 200 m    | 1 min 48 s 72  | 1 min 47 s 43  |               | 1 min 59 s 29 | 1 min 57 s 87  |               |
| Nage libre    | 400 m    | 3 min 49 s 96  | 3 min 48 s 46  |               | 4 min 11 s 26 | 4 min 07 s 81  |               |
| Nage libre    | 800 m    | 7 min 58 s     | 7 min 54 s 43  |               | 8 min 35 s 98 | 8 min 27 s 07  |               |
| Nage libre    | 1 500 m  | 15 min 13 s 16 | 15 min 08 s 54 |               |               | 16 min 21 s 57 |               |
| Dos           | 50 m     | 25 s 34        | 25 s 16        |               |               | 28 s 36        | 28 s 97       |
| Dos           | 100 m    | 55 s 14        | 54 s 23        |               |               | 1 min 00 s 54  | 1 min 01 s 85 |
| Dos           | 200 m    | 1 min 59 s 72  | 1 min 57 s 85  |               |               | 2 min 09 s 17  | 2 min 12 s 49 |
| Brasse        | 50 m     |                | 27 s 55        | 28 s 02       |               | 31 s 30        | 31 s 95       |
| Brasse        | 100 m    | 1 min 01 s 57  | 1 min 00 s 47  |               |               | 1 min 07 s 85  | 1 min 09 s 52 |
| Brasse        | 200 m    | 2 min 13 s 69  | 2 min 11 s 46  |               |               | 2 min 24 s 57  | 2 min 29 s 81 |
| Papillon      | 50 m     | 23 s 73        | 23 s 66        |               | 26 s 68       | 26 s 37        |               |
| Papillon      | 100 m    |                | 52 s 25        | 53 s 02       |               | 58 s 47        | 59 s 43       |
| Papillon      | 200 m    |                | 1 min 56 s 23  | 1 min 59 s 02 |               | 2 min 08 s 20  | 2 min 10 s 71 |
| Quatre nages  | 200 m    |                | 1 min 59 s 67  | 2 min 01 s 57 |               | 2 min 11 s 32  | 2 min 15 s 36 |
| Quatre nages  | 400 m    |                | 4 min 15 s 47  | 4 min 21 s 28 |               | 4 min 39 s 76  | 4 min 45 s 92 |

Pour les relais :
- les 4 × 100 m et 4 × 200 m nage libre seront proposés à la sélection si l'addition des quatre meilleures performances réalisées en finale A des 100 m et des 200 m nage libre individuels correspondent à la grille de qualification ci-dessous.
- le 4 × 100 m 4 nages seront proposés à la sélection si l'addition des performances des champions de France dans les épreuves de 100 m (dos, brasse, papillon, nage libre) réalisées en finale A correspond à la grille de qualification ci-dessous.

|        | 4 × 100 m nage libre | 4 × 200 m nage libre | 4 × 100 m 4 nages |
| ------ | -------------------- | -------------------- | ----------------- |
| Femmes | 3 min 40 s 96        | 7 min 57 s 16        | 4 min 05 s 83     |
| Hommes | 3 min 16 s 92        | 7 min 14 s 88        | 3 min 38 s 65     |

### Les qualifiés
- 50 m nage libre : Frédérick Bousquet et Alain Bernard
- 100 m nage libre : Fabien Gilot et William Meynard - Camille Muffat
- 200 m nage libre : Yannick Agnel - Camille Muffat
- 400 m nage libre : Yannick Agnel et Sébastien Rouault - Camille Muffat
- 800 m nage libre : Sébastien Rouault - Camille Muffat
- 1 500 m nage libre : Sébastien Rouault
- 50 m dos : Camille Lacourt
- 100 m dos : Camille Lacourt et Jérémy Stravius
- 200 m dos : Benjamin Stasiulis - Alexianne Castel
- 100 m brasse : Hugues Duboscq
- 200 m brasse : Hugues Duboscq
- 50 m papillon : Frédérick Bousquet et Florent Manaudou - Mélanie Henique
- 400 m 4 nages : Lara Grangeon
- 4 × 100 m nage libre : Fabien Gilot, William Meynard, Yannick Agnel et Alain Bernard
- 4 × 200 m nage libre : Yannick Agnel, Jérémy Stravius, Sébastien Rouault et Grégory Mallet - Camille Muffat, Coralie Balmy, Ophélie-Cyrielle Etienne et Charlotte Bonnet
- 4 × 100 m 4 nages : Camille Lacourt, Hugues Duboscq, Frédérick Bousquet et Fabien Gilot - Alexianne Castel, Sophie de Ronchi, Aurore Mongel et Camille Muffat

## Résultats

### Podiums hommes
| Discipline           | Or                                                                                  | Temps            | Argent                                                                                   | Temps          | Bronze                                                                                     | Temps          |
| Nage libre           |                                                                                     |                  |                                                                                          |                |                                                                                            |                |
| 50 m                 | Frédérick Bousquet Q CN Marseille                                                   | 21 s 82          | Alain Bernard Q CN Antibes                                                               | 21 s 98        | Fabien Gilot CN Marseille                                                                  | 22 s 09        |
| 100 m                | Fabien Gilot Q CN Marseille                                                         | 48 s 34          | William Meynard Q CN Marseille                                                           | 48 s 57        | Yannick Agnel Olympic Nice Natation                                                        | 48 s 59        |
| 200 m                | Yannick Agnel Q Olympic Nice Natation                                               | 1 min 45 s 47 RF | Jérémy Stravius Amiens Métropole Natation                                                | 1 min 48 s 46  | Grégory Mallet CN Marseille                                                                | 1 min 49 s 31  |
| 400 m                | Yannick Agnel Q Olympic Nice Natation                                               | 3 min 43 s 85 RF | Sébastien Rouault Q Mulhouse ON                                                          | 3 min 47 s 42  | Benoît Debast Saint-Raphaël Nat.                                                           | 3 min 52 s 12  |
| 800 m                | Sébastien Rouault Q Mulhouse ON                                                     | 7 min 54 s 95    | Sébastien Fraysse SN Versailles                                                          | 8 min 2 s 35   | Damien Joly CN Antibes                                                                     | 8 min 3 s 01   |
| 1 500 m              | Sébastien Rouault Q Mulhouse ON                                                     | 15 min 7 s 10    | Damien Joly CN Antibes                                                                   | 15 min 17 s 32 | Sébastien Fraysse SN Versailles                                                            | 15 min 25 s 04 |
| Dos                  |                                                                                     |                  |                                                                                          |                |                                                                                            |                |
| 50 m                 | Camille Lacourt Q CN Marseille                                                      | 24 s 36          | Jérémy Stravius Amiens Métropole Natation                                                | 25 s 19        | Benjamin Stasiulis Lagardère Paris Racing                                                  | 25 s 74        |
| 100 m                | Camille Lacourt Q CN Marseille                                                      | 52 s 44          | Jérémy Stravius Q Amiens Métropole Natation                                              | 53 s 59        | Benjamin Stasiulis Lagardère Paris Racing                                                  | 54 s 27        |
| 200 m                | Benjamin Stasiulis Q Lagardère Paris Racing                                         | 1 min 57 s 27    | Camille Lacourt CN Marseille                                                             | 1 min 59 s 74  | Joris Hustache Stade français Ol. Courbevoie                                               | 2 min 0 s 26   |
| Brasse               |                                                                                     |                  |                                                                                          |                |                                                                                            |                |
| 50 m                 | Giacomo Perez-Dortona CN Marseille                                                  | 27 s 56          | Hugues Duboscq CN Le Havre                                                               | 28 s 14        | Maxime Bussière CN Marseille                                                               | 28 s 23        |
| 100 m                | Hugues Duboscq Q CN Le Havre                                                        | 1 min 0 s 63     | Giacomo Perez-Dortona CN Marseille                                                       | 1 min 1 s 35   | Maxime Bussière CN Marseille                                                               | 1 min 2 s 75   |
| 200 m                | Hugues Duboscq Q CN Le Havre                                                        | 2 min 11 s 99    | William Debourges CN Cannes                                                              | 2 min 14 s 73  | Thibault Marand ES Massy Natation                                                          | 2 min 15 s     |
| Papillon             |                                                                                     |                  |                                                                                          |                |                                                                                            |                |
| 50 m                 | Frédérick Bousquet Q CN Marseille                                                   | 23 s 60          | Florent Manaudou Q Ambérieu Nat.                                                         | 23 s 66        | Amaury Leveaux Lagardère Paris Racing                                                      | 23 s 95        |
| 100 m                | Frédérick Bousquet CN Marseille                                                     | 53 s 43          | Christophe Lebon CN Antibes                                                              | 53 s 61        | Mehdy Metella Dauphins du Toulouse OEC                                                     | 53 s 68        |
| 200 m                | Jordan Coelho Étampes Nat.                                                          | 1 min 58 s 54    | Thomas Vilaceca Montauban Nat.                                                           | 1 min 59 s 69  | Christophe Lebon CN Antibes                                                                | 1 min 59 s 70  |
| 4 nages              |                                                                                     |                  |                                                                                          |                |                                                                                            |                |
| 200 m                | Ganesh Pedurand Dauphins du Toulouse OEC                                            | 2 min 3 s 31     | Arnaud Rondan NC Nîmes                                                                   | 2 min 3 s 65   | Christophe Soulier Montpellier ANUC                                                        | 2 min 3 s 98   |
| 400 m                | Arnaud Rondan NC Nîmes                                                              | 4 min 20 s 48    | Ganesh Pedurand Dauphins du Toulouse OEC                                                 | 4 min 23 s 98  | Quentin Coton CN Antibes                                                                   | 4 min 25 s 08  |
| Relais               |                                                                                     |                  |                                                                                          |                |                                                                                            |                |
| 4 × 100 m nage libre | CN Antibes Alain Bernard Yoris Grandjean () Clément Mignon Boris Steimetz           | 3 min 19 s 02    | Dauphins Toulouse OEC Alexis Cabrol Lorys Bourelly François Heersbrandt () Mehdy Metella | 3 min 22 s 35  | CN Antibes Thomas Dahlia Jean-Baptiste Patamia Christophe Lebon Mathieu Fonteyn ()         | 3 min 25 s 02  |
| 4 × 200 m nage libre | Dauphins Toulouse OEC Antton Haramboure Mehdy Metella Lorys Bourelly Julien Sauvage | 7 min 26 s 29    | Dauphins Toulouse OEC Romain Landry François Heersbrandt () Alexis Cabrol Yéraï Lebón () | 7 min 28 s 88  | ES Nanterre Julien Codevelle Jérémy Badré Badis Djendouci ( ) Matthieu Madelaine           | 7 min 33 s 91  |
| 4 × 100 m 4 nages    | CN Marseille Camille Lacourt Maxime Bussière Romain Magula Grégory Mallet           | 3 min 37 s 54    | CN Marseille Nathan Fraysse Giacomo Perez-Dortona Frédérick Bousquet Fabien Gilot        | 3 min 39 s 63  | Dauphins Toulouse OEC Alexis Cabrol Patrick Perisser François Heersbrandt () Mehdy Metella | 3 min 44 s 09  |

### Podium femmes
| Discipline           | Or                                                                                              | Temps           | Argent                                                                                               | Temps          | Bronze                                                                                    | Temps          |
| Nage libre           |                                                                                                 |                 | |                |                                                                                           |                |
| 50 m                 | Angéla Tavernier ES Nanterre                                                                    | 25 s 91         | Béryl Gastaldello Olympic Nice Natation                                                              | 25 s 99        | Mathilde Cini Valence Triathlon                                                           | 26 s 25        |
| 100 m                | Camille Muffat Q Olympic Nice Natation                                                          | 53 s 97         | Charlotte Bonnet Olympic Nice Natation                                                               | 55 s 34        | Mylène Lazare AAS Sarcelles Nat. 95                                                       | 55 s 76        |
| 200 m                | Camille Muffat Q Olympic Nice Natation                                                          | 1 min 55 s 95   | Coralie Balmy Dauphins du Toulouse OEC                                                               | 1 min 58 s 37  | Ophélie-Cyrielle Étienne Dauphins du Toulouse OEC                                         | 1 min 58 s 94  |
| 400 m                | Camille Muffat Q Olympic Nice Natation                                                          | 4 min 5 s 70    | Coralie Balmy Dauphins du Toulouse OEC                                                               | 4 min 9 s 28   | Ophélie-Cyrielle Étienne Dauphins du Toulouse OEC                                         | 4 min 11 s 93  |
| 800 m                | Camille Muffat Q Olympic Nice Natation                                                          | 8 min 26 s 20   | Coralie Balmy Dauphins du Toulouse OEC                                                               | 8 min 39 s 09  | Ophélie-Cyrielle Étienne Dauphins du Toulouse OEC                                         | 8 min 41 s 20  |
| 1 500 m              | Aurélie Muller CN Sarreguemines                                                                 | 16 min 27 s 77  | Coralie Codevelle ES Nanterre                                                                        | 16 min 46 s 17 | Ophélie Aspord Bayonne-Aviron Bayonnais                                                   | 16 min 59 s 43 |
| Dos                  |                                                                                                 |                 | |                |                                                                                           |                |
| 50 m                 | Mathilde Cini Valence Triathlon                                                                 | 29 s 03         | Cloé Credeville ES Nanterre                                                                          | 29 s 21        | Alexandra Putra Olympic Nice Natation                                                     | 29 s 22        |
| 100 m                | Alexianne Castel Dauphins du Toulouse OEC                                                       | 1 min 1 s 36    | Cloé Credeville ES Nanterre                                                                          | 1 min 2 s 07   | Alexandra Putra Olympic Nice Natation                                                     | 1 min 2 s 74   |
| 200 m                | Alexianne Castel Q Dauphins du Toulouse OEC                                                     | 2 min 8 s 75    | Marie Jugnet CNS Vallauris                                                                           | 2 min 13 s 25  | Alexandra Putra Olympic Nice Natation                                                     | 2 min 13 s 49  |
| Brasse               |                                                                                                 |                 | |                |                                                                                           |                |
| 50 m                 | Sophie de Ronchi ES Massy Natation                                                              | 31 s 92         | Fanny Babou CNS Saint-Estève                                                                         | 32 s 02        | Coralie Dobral ES Massy Natation                                                          | 32 s 28        |
| 100 m                | Sophie de Ronchi ES Massy Natation                                                              | 1 min 7 s 97 RF | Coralie Dobral ES Massy Natation                                                                     | 1 min 8 s 99   | Fanny Babou CNS Saint-Estève                                                              | 1 min 9 s 74   |
| 200 m                | Coralie Dobral ES Massy Nat.                                                                    | 2 min 27 s 27   | Fanny Babou CNS Saint-Estève                                                                         | 2 min 29 s 61  | Sophie de Ronchi ES Massy Nat.                                                            | 2 min 30 s 20  |
| Papillon             |                                                                                                 |                 | |                |                                                                                           |                |
| 50 m                 | Mélanie Henique Q Amiens Métropole Nat.                                                         | 26 s 19         | Angéla Tavernier ES Nanterre                                                                         | 26 s 76        | Diane Bui Duyet AAS Sarcelles Nat. 95                                                     | 26 s 98        |
| 100 m                | Aurore Mongel ASPTT Strasbourg                                                                  | 59 s 33         | Diane Bui Duyet AAS Sarcelles Nat. 95                                                                | 59 s 43        | Mélanie Henique Amiens Métropole Nat.                                                     | 59 s 87        |
| 200 m                | Lara Grangeon CN Calédoniens                                                                    | 2 min 9 s 48    | Aurore Mongel ASPTT Strasbourg                                                                       | 2 min 9 s 97   | Léa Giraudon CN 95 Ézanville                                                              | 2 min 11 s 41  |
| 4 nages              |                                                                                                 |                 | |                |                                                                                           |                |
| 200 m                | Lara Grangeon CN Calédoniens                                                                    | 2 min 13 s 14   | Sophie de Ronchi ES Massy Nat.                                                                       | 2 min 16 s 46  | Adeline Martin ES Massy Nat.                                                              | 2 min 17 s 96  |
| 400 m                | Lara Grangeon Q CN Calédoniens                                                                  | 4 min 38 s 28   | Léa Giraudon CN 95 Ézanville                                                                         | 4 min 52 s 20  | Adeline Martin ES Massy Nat.                                                              | 4 min 52 s 34  |
| Relais               |                                                                                                 |                 | |                |                                                                                           |                |
| 4 × 100 m nage libre | Stade français Ol. Courbevoie Gabriella Fagundez () Chloé Trouilhet Meriem Meddeb Ida Sandin () | 3 min 51 s 96   | Dauphins Toulouse OEC Charlotte Kieffer Charlotte Van Andringa Olivia Briot Coralie Balmy            | 3 min 54 s 31  | CN Antibes Margaux Farrell Allison Fenasse Julie Pujol Adeline Martin                     | 3 min 54 s 60  |
| 4 × 200 m nage libre | Dauphins Toulouse OEC Charlotte Van Andringa Alexianne Castel Charlotte Kieffer Coralie Balmy   | 8 min 15 s 24   | Stade français Ol. Courbevoie Gabriella Fagundez () Fella Bennaceur () Chloé Trouilhet Ida Sandin () | 8 min 21 s 57  | CN Chalon-sur-Saône Crystal Laughlin Laura Nonin Anne-Gabriela Bouteloup Pauline Toutain  | 8 min 28 s 23  |
| 4 × 100 m 4 nages    | Olympic Nice Natation Alexandra Putra Camille Muffat Magali Rousseau Charlotte Bonnet           | 4 min 9 s 15    | ES Massy Nat. Ane Saseta Estebanez () Coralie Dobral Sophie de Ronchi Marine Bacchetta               | 4 min 11 s 02  | ES Nanterre Cloé Credeville Tatsiana Arzhakhouskaya () Angéla Tavernier Coralie Codevelle | 4 min 17 s 34  |

## Records battus

### Record de France
- Yannick Agnel, 3 min 43 s 85 sur 400 m nage libre, le mercredi 23 mars
- Sophie de Ronchi, 1 min 7 s 97 sur 100 m brasse, le mercredi 23 mars
- Yannick Agnel, 1 min 45 s 47 sur 200 m nage libre, le samedi 26 mars